# Narthecusa perplexata
Narthecusa perplexata là một loài bướm đêm trong họ Geometridae.

## Hình ảnh

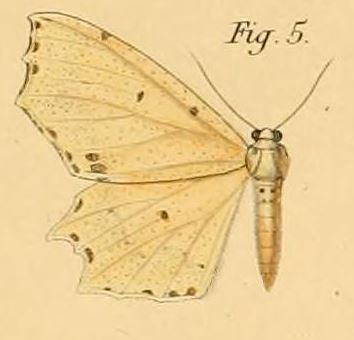